# フリアニの悲劇
フリアニの悲劇とは、1992年5月5日にフランス・コルシカ島のアルマン・チェーザリスタジアムにて行われたフランスカップ準決勝「SCバスティア対オリンピック・マルセイユ」戦の試合開始前に、仮設観客席が崩落したことにより、死者18人、負傷者2357人が発生した事故。この事故を受けて、当年のフランスカップは中止となった。

## 試合
座標: 北緯42度39分5秒 東経9度26分34秒 / 北緯42.65139度 東経9.44278度